# Actias isis
 Actias isis là một loài bướm đêm trong chi Actias thuộc họ Saturniidae. Loài bướm đêm này sinh sống ở Sulawesi ở Indonesia.

## Cây chủ
Eucalyptus gunnii, Liquidambar, và Rhus.

## Phân loài
- Actias isis isis
- Actias isis pelengensis U. Paukstadt & L.H. Paukstadt, 2014 (Trung bộ Sulawesi)